# Renée Zellweger
Renée Kathleen Zellweger (Baytown, Texas, 1969. április 25. –) kétszeres Oscar- és négyszeres Golden Globe-díjas amerikai színésznő, producer.

## Élete

### Fiatalkora
Renée a Texas állambeli Baytownban, Houston keleti elővárosában született 1969. április 25-én. Az általános iskola időszakában a család a texasi Katy-ban, Houston nyugati elővárosában élt. Apja, Emil Erich Zellweger, svájci származású mérnök, aki az olajüzletben dolgozott. Anyja, Kjellfried Irene (szül. Andreassen), számi származású norvég, nővér, aki Texasba utazott, hogy egy norvég családnál dolgozzon. Renée magát úgy jellemezte, hogy laza katolikus és episzkopális családba született. Van egy bátyja, Andrew, aki a borászatban dolgozik menedzserként. Ő adta Renéenek a Zelly becenevet.
A gimnázium első éveiben Renée aktívan sportolt, focizott, kosarazott, baseballozott és amerikaifutballt is játszott. A gimnáziumban pom-pomlány volt, valamint drámatagozatos. Több iskolai darabban is játszott. 1987-ben a legjobban kinéző (Best Looking) osztálytársnak jelölték. A gimnázium után az austini Texasi Egyetemre ment, angol nyelv szakra, ahol jó tanuló volt. Kezdetben csak azért járt drámaórákra, mert szüksége volt színművészeti kreditekre a diploma megszerzéséhez, de észrevette magán, hogy szeret játszani. Az egyetem alatt pincérnőként dolgozott Austinban. 1991-ben diplomázott angolból. Megfontolta, hogy Hollywoodba megy, de végül úgy döntött, otthon szeretne maradni, a saját államában, Texasban, hogy még több tapasztalatot szerezzen. A diplomázás utáni első munkája egy marhahús-reklám volt, és ebben az időben kezdett el meghallgatásokra is járni Houstonba.

### Filmes karrierje
Még Texasban több filmben is szerepelt, többek között a Bachelor-ban [1993] Anne szerepében. Volt egy rövid jelenete a Dazed and Confused című vígjátékban, majd egy kisebb szerepe az ABC csatornán futó Murder in the Heartland című sorozatban. A következő évben szerepelt a Nyakunkon az élet-ben (Reality bites), Ben Stiller első rendezői munkájában, valamint a 8 Seconds című filmben. Első igazi szerepe A texasi láncfűrészes gyilkos visszatér című filmben volt 1994-ben.
2001-ben kapta meg a Bridget Jones naplója című film címszerepét, Hugh Grant és Colin Firth mellett. A film Helen Fielding 1996-os regényén alapult. Brit se volt, sőt, túlsúlyos sem, mégis ilyen szerepe volt a filmben. 20 fontot szedett fel a film kedvéért. Elhízása akkor a média egyik kedvenc témája volt. Emellett három héten át próbálta elsajátítani a helyes brit kiejtést. A fáradozás nem volt hiábavaló: jelölték a legjobb női főszereplő kategóriájában az Oscaron és a Golden Globe-on.
2002-ben Michelle Pfeifferrel együtt szerepeltek a Fehér leanderben. Ugyanebben az évben szerepelt a kritikailag elismert Chicago című filmben, Catherine Zeta-Jones, Richard Gere, Queen Latifah és John C. Reilly oldalán. Roxie Hart szerepét játszotta, egy színpadi lányét, akit a barátja meggyilkolása miatt tartóztatott le a rendőrség, de később Chicago híressége lett. A film elnyerte a legjobb filmnek járó Oscar-díjat 2002-ben, és Renée pozitív kritikákat kapott. A legjobb női főszereplőnek jelölték akkor az Oscaron. Ahogy több más jelölés és díj mellett elnyerte akkor a legjobb női főszereplőnek járó Golden Globe-díjat.
2004-ben elnyerte az legjobb női mellékszereplőnek járó Oscar-díjat a Hideghegy című filmben nyújtott alakításáért. 2005-ben a Remény bajnoka című drámában szerepelt Russell Crowe partnerekén, majd egy évvel később a Miss Potterben alakította a címszereplőt, ezért a szerepért ismét jelölték Oscarra. Ezután azonban többségében nem túl nagy visszhangot kiváltó filmekben való szereplések következtek, melyek kritikai és anyagi sikerei is változónak bizonyultak, ezt az időszakot a My Own Love Song című film zárta 2010-ben, azóta semmilyen produkcióban nem szerepelt. 2019-ben visszatért a mozivászonra a Judy című filmmel, amiben a tragikus sorsú Judy Garland-ot játszotta el hatalmas sikerrel. Alakításáért Golden Globe, BAFTA és Oscar-díjat is kapott.

## Magánélete
Renée Josh Pate-tel randizott, akivel A hazug című film után látták együtt. George Clooney-val is összeboronálták már a pletykalapok. Az első igazi románca Jim Carrey-vel volt, de a kapcsolatuk 2000 decemberében véget ért. Kettejükről már azt rebesgették, hogy eljegyezték egymást, de Renée határozottan cáfolta ezt az értesülést.
Két évig Renée a The White Stripes zenekar énekesével, Jack White-tal randizott, aki hat évvel volt fiatalabb nála. A pár a Hideghegy forgatása alatt találkozott, majd később randizni kezdtek. Két évvel később szakítottak, mivel mindketten nagyon elfoglaltak voltak és a munkájuk miatt távol voltak egymástól. Békésen váltak el a barátok szerint.
2005. május 9-én Renée hozzáment Kenny Chesney country-énekeshez a Virgin-szigeteken. Januárban találkoztak egy adománygyűjtő koncerten. Renée kihagyta az eljegyzést, mivel az esküvő gyorsan meg lett tervezve. 2005. szeptember 15-én, 4 hónapnyi együttélés után érvénytelenítették a házasságukat. Renée úgy érezte, becsapták. 2005 decemberére mondták ki a válást.
A válás óta több hírességgel hozták kapcsolatba, mint például Luke Perryvel, a Beverly Hills 90210 sztárjával. 2021-ben Ant Anstead a párja.
Miután eladta hollywoodi házát, Bel Airben vett egy másikat. Connecticutban is van egy háza.
Hosszú idő után 2014 októberében tűnt fel ismét a nyilvánosság előtt, amikor viszont mindenkit megdöbbentett a teljesen átplasztikáztatott arca, amiről korábbi vonásainak jelentős része teljesen eltűnt.

## Filmográfia

### Film
| Év   | Magyar cím                              | Eredeti cím                                  | Szerep                                     | Magyar hang         |
| ---- | --------------------------------------- | -------------------------------------------- | ------------------------------------------ | ------------------- |
| 1993 | Tökéletlen idők                         | Dazed and Confused                           | lány kék autóban (stáblistán nem szerepel) |                     |
| 1993 | A barátom a halálom                     | My Boyfriend's Back                          | törölt jelenet                             |                     |
| 1994 | Nyakunkon az élet                       | Reality Bites                                | Tami                                       |                     |
| 1994 | 8 másodperc                             | 8 Seconds                                    | Prescott Buckle Bunny (cameo)              |                     |
| 1994 | Szerelem és egy 45-ös                   | Love and a .45                               | Starlene Cheatham                          | Hámori Eszter       |
| 1994 | A texasi láncfűrészes gyilkos visszatér | Texas Chainsaw Massacre: The Next Generation | Jenny                                      | Szénási Kata        |
| 1995 | A zenebirodalom visszavág               | Empire Records                               | Gina                                       | Zakariás Éva        |
| 1995 |                                         | The Low Life                                 | költő                                      |                     |
| 1996 | Egy zseni árnyékában                    | The Whole Wide World                         | Novalyne Price                             |                     |
| 1996 | Jerry Maguire – A nagy hátraarc         | Jerry Maguire                                | Dorothy Boyd                               | Tóth Enikő          |
| 1997 | A hazug                                 | Deceiver                                     | Elizabeth                                  | Roatis Andrea       |
| 1998 | Drágább a gyöngyöknél                   | A Price Above Rubies                         | Sonia Horowitz                             |                     |
| 1998 | Életem értelme                          | One True Thing                               | Ellen Gulden                               | Ábel Anita          |
| 1999 | Oltári vőlegény                         | The Bachelor                                 | Anne Arden                                 | Orosz Anna          |
| 2000 | Én és én meg az Irén                    | Me, Myself & Irene                           | Irene P. Waters                            | Orosz Anna          |
| 2000 | Betty nővér                             | Nurse Betty                                  | Betty Sizemore                             | Orosz Anna          |
| 2001 | Bridget Jones naplója                   | Bridget Jones's Diary                        | Bridget Jones                              | Udvaros Dorottya    |
| 2002 | Fehér leander                           | White Oleander                               | Claire Richards                            | Juhász Judit        |
| 2002 | Chicago                                 | Chicago                                      | Roxie Hart                                 | Orosz Anna          |
| 2003 | Pokolba a szerelemmel!                  | Down with Love                               | Barbara Novak                              | Gubás Gabi          |
| 2003 | Hideghegy                               | Cold Mountain                                | Ruby Thewes                                | Majsai-Nyilas Tünde |
| 2004 | Cápamese                                | Shark Tale                                   | Angie (hangja)                             | Kiss Eszter         |
| 2004 | Bridget Jones: Mindjárt megőrülök!      | Bridget Jones: The Edge of Reason            | Bridget Jones                              | Udvaros Dorottya    |
| 2005 | A remény bajnoka                        | Cinderella Man                               | Mae Braddock                               | Kiss Eszter         |
| 2006 | Miss Potter                             | Miss Potter                                  | Beatrix Potter                             | Györgyi Anna        |
| 2007 | Mézengúz                                | Bee Movie                                    | Vanessa Bloome (hangja)                    | Pápai Erika         |
| 2008 | Bőrfejek                                | Leatherheads                                 | Lexie Littleton                            | Orosz Anna          |
| 2008 | Appaloosa – A törvényen kívüli város    | Appaloosa                                    | Allie French                               | Oroszlán Szonja     |
| 2009 | Miért éppen Minnesota?                  | New in Town                                  | Lucy Hill                                  | Györgyi Anna        |
| 2009 | Szörnyek az űrlények ellen              | Monsters vs. Aliens                          | Katie (hangja)                             | Zsigmond Tamara     |
| 2009 | Egyetlenem                              | My One and Only                              | Anne Deveraux                              | Vándor Éva          |
| 2009 | Védtelen gyermek                        | Case 39                                      | Emily Jenkins                              | Orosz Anna          |
| 2010 |                                         | My Own Love Song                             | Jane                                       |                     |
| 2016 | A teljes igazság                        | The Whole Truth                              | Loretta                                    | Nagy-Kálózy Eszter  |
| 2016 | Bridget Jones babát vár                 | Bridget Jones's Baby                         | Bridget Jones                              | Udvaros Dorottya    |
| 2017 | Ugyanúgy más, mint én                   | Same Kind of Different as Me                 | Deborah Hall                               | Nagy-Kálózy Eszter  |
| 2017 | Ugyanúgy más, mint én                   | Same Kind of Different as Me                 | Deborah Hall                               | Orosz Anna          |
| 2018 | Itt és most                             | Here and Now                                 | Tessa                                      | Orosz Anna          |
| 2019 | Judy                                    | Judy                                         | Judy Garland                               | Orosz Anna          |
| 2025 | Bridget Jones: Bolondulásig             | Bridget Jones: Mad About the Boy             | Bridget Jones                              | Udvaros Dorottya    |

### Televízió
| Év   | Magyar cím       | Eredeti cím             | Szerep                | Megjegyzések                          |
| ---- | ---------------- | ----------------------- | --------------------- | ------------------------------------- |
| 1992 | Pokol a tengeren | A Taste for Killing     | Mary Lou              | tévéfilm                              |
| 1993 |                  | Murder in the Heartland | Barbara Von Busch     | minisorozat (stáblistán nem szerepel) |
| 1994 |                  | Shake, Rattle and Rock! | Susan Doyle           | tévéfilm                              |
| 2001 | Texas királyai   | King of the Hill        | Tammy Duvall (hangja) | 1 epizód                              |
| 2008 | Élő bizonyíték   | Living Proof            | nem szerepel          | vezető producer                       |
| 2019 | Mi lenne/ha      | What/If                 | Anne Montgomery       | főszereplő (10 epizód)                |

## Fontosabb díjak és jelölések
| Díj                     | Év   | Kategória                                          | Jelölt mű                          | Eredmény |
| ----------------------- | ---- | -------------------------------------------------- | ---------------------------------- | -------- |
| Oscar-díj               | 2002 | Legjobb női főszereplő                             | Bridget Jones naplója              | Jelölve  |
| Oscar-díj               | 2003 | Legjobb női főszereplő                             | Chicago                            | Jelölve  |
| Oscar-díj               | 2004 | Legjobb női mellékszereplő                         | Hideghegy                          | Elnyerte |
| Oscar-díj               | 2020 | Legjobb női főszereplő                             | Judy                               | Elnyerte |
| BAFTA-díj               | 2002 | Legjobb női főszereplő                             | Bridget Jones naplója              | Jelölve  |
| BAFTA-díj               | 2003 | Legjobb női főszereplő                             | Chicago                            | Jelölve  |
| BAFTA-díj               | 2004 | Legjobb női mellékszereplő                         | Hideghegy                          | Elnyerte |
| BAFTA-díj               | 2020 | Legjobb női főszereplő                             | Judy                               | Elnyerte |
| Golden Globe-díj        | 2001 | Legjobb női főszereplő – filmmusical vagy vígjáték | Betty nővér                        | Elnyerte |
| Golden Globe-díj        | 2002 | Legjobb női főszereplő – filmmusical vagy vígjáték | Bridget Jones naplója              | Jelölve  |
| Golden Globe-díj        | 2003 | Legjobb női főszereplő – filmmusical vagy vígjáték | Chicago                            | Elnyerte |
| Golden Globe-díj        | 2004 | Legjobb női mellékszereplő                         | Hideghegy                          | Elnyerte |
| Golden Globe-díj        | 2005 | Legjobb női főszereplő – filmmusical vagy vígjáték | Bridget Jones: Mindjárt megőrülök! | Jelölve  |
| Golden Globe-díj        | 2007 | Legjobb női főszereplő – filmmusical vagy vígjáték | Miss Potter                        | Jelölve  |
| Golden Globe-díj        | 2020 | Legjobb női főszereplő – filmdráma                 | Judy                               | Elnyerte |
| Screen Actors Guild-díj | 1997 | Legjobb női mellékszereplő                         | Jerry Maguire – A nagy hátraarc    | Jelölve  |
| Screen Actors Guild-díj | 2002 | Legjobb női főszereplő                             | Bridget Jones naplója              | Jelölve  |
| Screen Actors Guild-díj | 2003 | Legjobb női főszereplő                             | Chicago                            | Elnyerte |
| Screen Actors Guild-díj | 2003 | Legjobb szereplőgárda (mozifilm)                   | Chicago                            | Elnyerte |
| Screen Actors Guild-díj | 2004 | Legjobb női mellékszereplő                         | Hideghegy                          | Elnyerte |
| Screen Actors Guild-díj | 2020 | Legjobb női főszereplő                             | Judy                               | Elnyerte |

## Fordítás
- Ez a szócikk részben vagy egészben  a   Renée Zellweger című angol Wikipédia-szócikk ezen változatának fordításán alapul.  Az eredeti cikk szerkesztőit annak laptörténete sorolja fel. Ez a jelzés csupán a megfogalmazás eredetét és a szerzői jogokat jelzi, nem szolgál a cikkben szereplő információk forrásmegjelöléseként.